# Yvonne De Carlo
Yvonne De Carlo, geboren als Margaret Yvonne Middleton (Vancouver, 1 september 1922 - Los Angeles, 8 januari 2007), was een Amerikaans film- en televisieactrice van Canadese afkomst.
Ze werd vooral bekend door haar rol van Lily Munster in The Munsters (1964-1966), een sitcom over een familie monsters. Ze speelde in heel wat films, voornamelijk van de jaren veertig en vijftig, waaronder The Ten Commandments en Brute Force. Vanaf de jaren zestig legde ze zich meer en meer toe op haar televisiecarrière.
De Carlo overleed in 2007 op 84-jarige leeftijd aan hartfalen.

## Filmografie (selectie)
- 1942 - Road to Morocco (David Butler)
- 1943 - For Whom the Bell Tolls (Sam Wood)
- 1944 - The Story of Dr. Wassell (Cecil B. DeMille)
- 1945 - Salome Where She Danced (Charles Lamont)
- 1945 - Frontier Gal (Charles Lamont)
- 1947 - Brute Force (Jules Dassin)
- 1947 - Slave Girl (Charles Lamont)
- 1948 - Casbah (John Berry)
- 1949 - Criss Cross (Robert Siodmak)
- 1951 - Tomahawk (George Sherman)
- 1952 - Scarlet Angel (Sidney Salkow)
- 1953 - Sea Devils (Raoul Walsh)
- 1953 - Sombrero (Norman Foster)
- 1954 - La Castiglione (Georges Combret)
- 1954 - Passion (Allan Dwan)
- 1956 - The Ten Commandments (Cecil B. DeMille)
- 1957 - Band of Angels (Raoul Walsh)
- 1959 - Timbuktu (Jacques Tourneur)
- 1963 - McLintock! (Andrew V. McLaglen)
- 1964 - A Global Affair (Jack Arnold)
- 1966 - Munster, Go Home! (Earl Bellamy)
- 1970 - The Delta Factor (Tay Garnett)
- 1976 - Won Ton Ton, the Dog Who Saved Hollywood (Michael Winner)
- 1991 - Oscar (John Landis)